# Capina
Els capina (o també capinan) eren una petita tribu d'amerindis dels Estats Units d'Alabama i Mississipi. Vivien al llarg de la regió de la costa del Golf al llarg del riu Pascagoula. Es creu que havien estat una sub-tribu de les tribus pascagoules i biloxis. Podrien haver estat la mateixa tribu que els moctobi. Pierre Le Moyne d'Iberville visità la tribu en 1699 i Jean-Baptiste Le Moyne de Bienville en 1725. Hi van trobar molts francesos, i probablement parlaven sioux i francès.